# Observatório Astronômico de Brera
O Observatório Astronômico de Brera (em italiano: Osservatorio Astronomico di Brera) foi construído no palácio histórico de Brera, em Milão, Itália em 1764 por Jesuítas e passou a ser posse do governo em 1773, passando para governos sucessivos até hoje. No início dos anos 20 (século XX) a seção de observação foi transferida para Merate, Brianza (Lombardia). As duas sedes compartilham hoje a administração e direção. 
Parte da fama do observatório se deve ao fato de ter sido aí que Giovanni Schiaparelli observou os canais de Marte em 1877.

## Referência externa
- Observatory home page